# Miroslav Hák
Miroslav Hák (9. května 1911 Nová Paka – 29. června 1978 Praha) byl významným českým fotografem. Byl členem sdružení umělců Skupiny 42 a jednou z nejvýraznějších postav v dějinách české moderní fotografie. Zařadil se mezi plodné a plně uznané, i když nikdy docela poznané osobnosti umění.

## Život a dílo
Vyučil se u svého otce, fotografa Františka Háka. Mezi lety 1925 a 1931 pracoval jako fotograf v Praze a v Bratislavě.
Od svých 20 let aktivně obesílal různé soutěže a umělecké salóny. Jako neznámý autor byl doceněn již na Mezinárodní výstavě fotografií v Praze v roce 1936; jeho snímky vzbudily pozornost a okamžitě ho přiřadily k významným osobnostem české avantgardy. Vystavoval společně s takovými autory jako byli John Heartfield, Man Ray, László Moholy-Nagy, Brett Weston či Alexandr Rodčenko. Od roku 1937 pracoval jako fotograf pro divadlo E. F. Buriana („Déčko“). Od roku 1940 pracoval ve filmovém průmyslu. V letech 1942–1944 působil v obrazové redakci Věstníku fotografů. Byl přizván do Skupiny 42, která spojovala české avantgardní umělce. V rámci této skupiny vytvářel spolu se svými přáteli Ladislavem Zívrem a Františkem Hudečkem takzvanou "novopackou část" skupiny. O rok později vyšly jeho snímky v portfoliu Moderní česká fotografie. Koncem války převzal po otci fotografickou živnost v Nové Pace. Od roku 1954 působil jako fotograf v Ústavu teorie a dějin umění Československé akademie věd.
K dominantním motivům jeho fotografií patřily divadlo, akty, experimenty, krajiny a lyrické snímky.
| „              | Moje věci se mi nelíbí. Jsou to samé pokusy. Vydal jsem dvě knihy pokusnictví. | “ |
| — Miroslav Hák |                                                                                |   |

## Výstavy
- 2022 Dokumentace umění / umění dokumentu: Fotografická práce Miroslava Háka pro Akademii věd, Window Gallery, Ústav dějin umění Akademie věd ČR, Praha 1 - Staré Město, ulice Na Perštýně / Husova, 9. únor - 18. září 2022[5]